# Óscar Lamberti
Óscar Alberto Lamberti (San Jorge, 28 de mayo de 1956) es un ex jugador de fútbol argentino; se desempeñó en la posición de delantero.

## Trayectoria

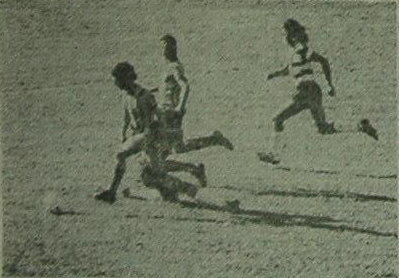
23 de noviembre de 1975, Unión de Santa Fe 0-Rosario Central 1; Lamberti elude al arquero rival para marcar el gol de la victoria.

En 1970, con 14 años de edad se integró a las divisiones juveniles del Club Atlético Argentino de Las Parejas; al año siguiente debutó en el primer equipo jugando en la Liga Cañadense de Fútbol, certamen en el que fue partícipe de la obtención del título en 1972.
Fue observado por el entonces entrenador de Rosario Central Carlos Griguol, quien lo hizo incorporar al cuadro de Barrio Arroyito. Su debut en la Primera División de Argentina se produjo el 4 de julio de 1973 en el cotejo válido por la 21.ª fecha del Campeonato Metropolitano, en el cual los canallas vencieron 2-1 a Argentinos Juniors con tantos de Roberto Cabral. Sumó otra presencia en el certamen y si bien integró el plantel campeón del Nacional de ese mismo año no tuvo minutos en cancha. Recién en 1975 pudo hacerlo; durante el Campeonato Nacional marcó su primer gol, ante Belgrano de Córdoba el 12 de noviembre (victoria 3-0), logrando otras dos conquistas en el resto del torneo. Se afianzó como titular acompañando en la ofensiva a Mario Kempes y Ramón Bóveda, repitiendo en el Metropolitano 1976 con el Matador y Eduardo Julio Cáceres. Luego su participación fue mermando, dejando el club a mediados de 1978; totalizó en Central 43 presencias y 7 anotaciones.

Su siguiente destino fue Atlético Ledesma, en cual se desempeñó durante un año y medio, tras lo cual decidió su retiro de la actividad profesional a causa de problemas musculares en las piernas.

## Palmarés

### Torneos nacionales
| Título           | Equipo                | País      | Año    |
| ---------------- | --------------------- | --------- | ------ |
| Primera División | C. A. Rosario Central | Argentina | N-1973 |

### Torneos regionales
| Título                   | Equipo                  | País      | Año  |
| ------------------------ | ----------------------- | --------- | ---- |
| Liga Cañadense de Fútbol | Argentino (Las Parejas) | Argentina | 1972 |